# Ben Foudhala El Hakania
Ben Foudhala El Hakania è un comune dell'Algeria, situato nella provincia di Batna.